# چهارسوق و بازار شاهی یزد
چهار سوق و بازار شاهی یزد مربوط به سدهٔ ۸ ه.ق است و در یزد، انتهای خیابان مسجد جامع واقع شده و این اثر در تاریخ ۲۷ دی ۱۳۷۷ با شمارهٔ ثبت ۲۲۴۴ به‌عنوان یکی از آثار ملی ایران به ثبت رسیده است.